# Dienstwoning Klein Drakenstein (Kloosterlaan)
Het Dienstwoning Klein Drakenstein is een rijksmonument aan de Kloosterlaan 2 bij Lage Vuursche in de provincie Utrecht.
De wit gepleisterde, kleine woning hoorde bij de buitenplaats Klein Drakenstein. De rechthoekige voormalige dienstwoning datereert uit de 19de eeuw. Het huisje heeft een met rode pannen gedekt zadeldak. De beide schuifvensters in de voorgevel hebben halve luiken, met een roodwit zandlopermotief. Ook in de rechter zijgevel zijn twee schuifvensters met halve luiken aangebracht. Boven de toegangsdeur met bovenlicht aan de rechter zijde is een met rode pannen gedekt afdakje.
Links van de koetshuis staat aan de Kloosterlaan het koetshuis van Klein Drakenstein.